# Friedrich Matthias Claudius
Friedrich Matthias Claudius (Lubecca, 1º giugno 1822 – 10 gennaio 1869) è stato un anatomista tedesco, parente del poeta Matthias Claudius.
Nel 1844 ricevette il dottorato presso l'Università Georg-August di Gottinga e nel 1849 fu incaricato presso il museo zoologico dell'Università di Kiel. Nel 1859 diventò professore e direttore dell'istituto anatomico presso l'Università di Marburgo. 
In una pubblicazione del 1856 descrisse quelle che sarebbero poi state conosciute come "cellule di Claudius" che sono collocate sulla membrana basale della coclea nell'orecchio interno. Il suo nome è anche associato alla "fossa di Claudius" che oggigiorno è chiamata fossa ovarica, una depressione del peritoneo parietale nelle pelvi.
| Controllo di autorità | VIAF (EN) 64760046 · ISNI (EN) 0000 0000 1044 1556 · CERL cnp00386659 · GND (DE) 116531673 |